# St. Maria (Schleinsee)

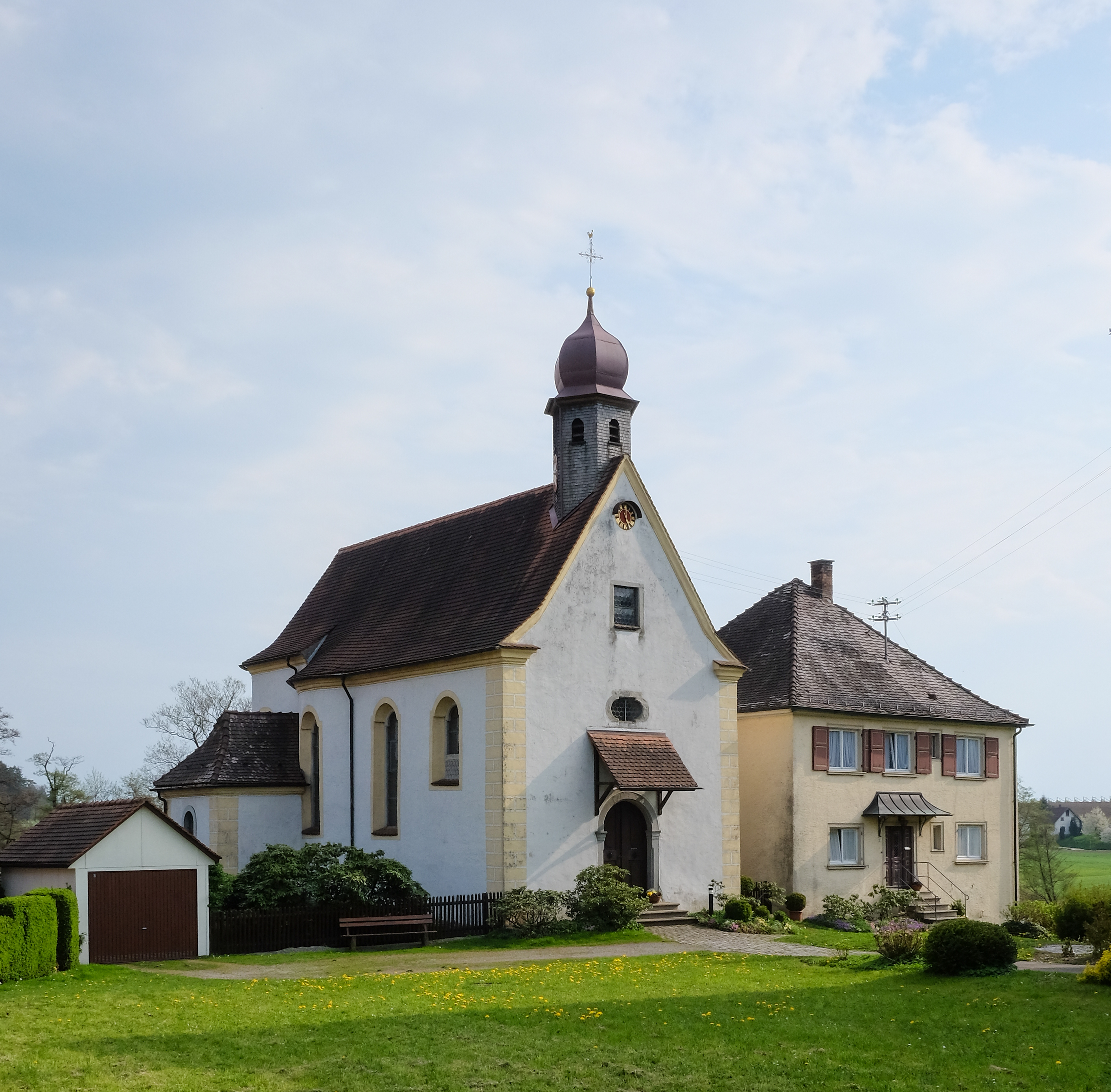
St. Maria in Schleinsee

Die römisch-katholische Kapelle St. Maria steht in Schleinsee, einem Ortsteil der Gemeinde Kressbronn im Bodenseekreis in Baden-Württemberg. Die Kirchengemeinde gehört zur Diözese Rottenburg-Stuttgart. Das Bauwerk ist beim Landesamt für Denkmalpflege Baden-Württemberg als Baudenkmal mit Paragraf 28 eingetragen.

## Beschreibung

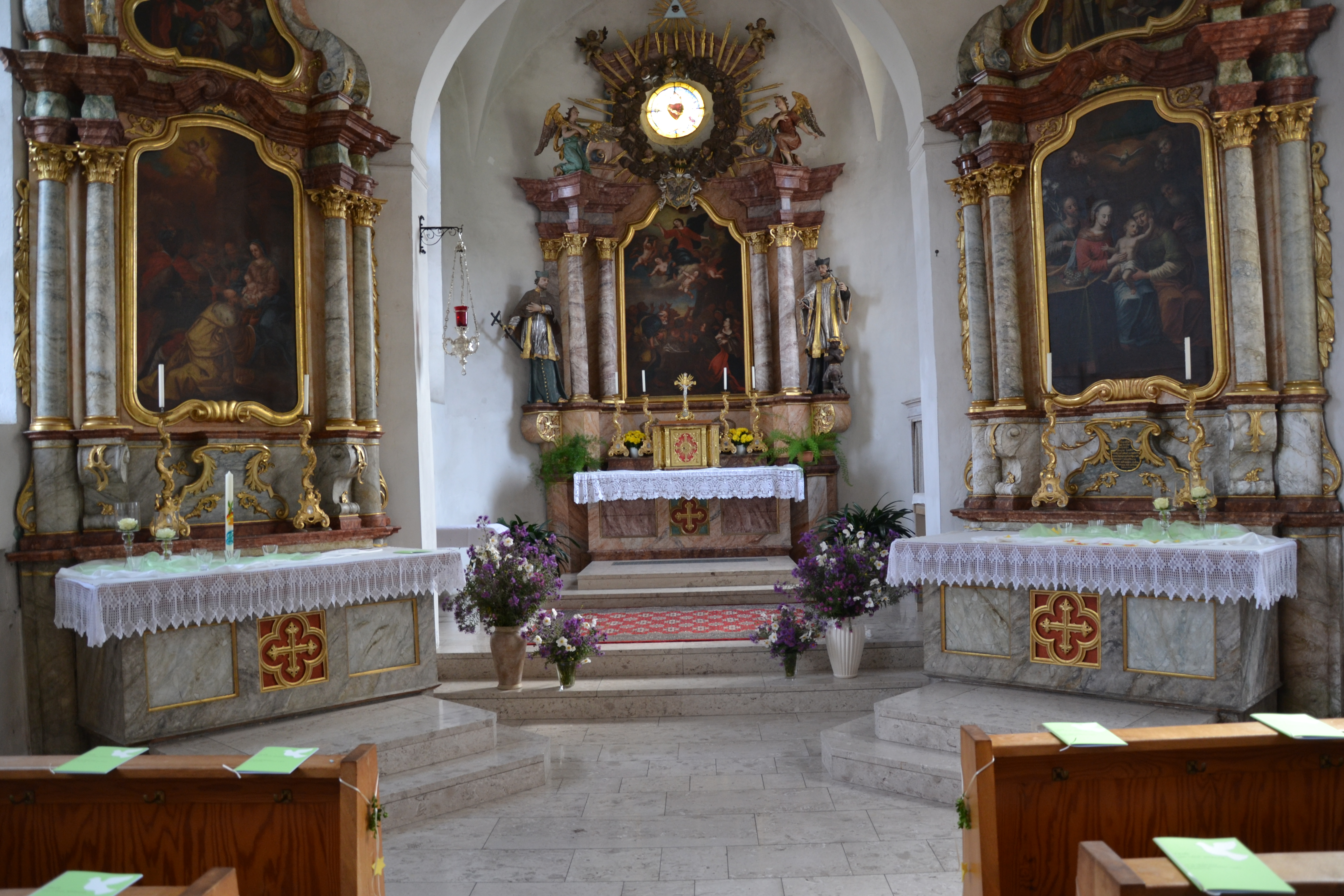
Innenraum

Die barocke Kapelle wurde 1737 von Johann Melchior Sauter gestiftet und am 7. Juli 1746 geweiht. Sie besteht aus einem Langhaus und einem eingezogenen, dreiseitig geschlossenen Chor. Aus dem Satteldach des Langhauses erhebt sich im Westen ein sechseckiger Dachreiter, der mit einer Zwiebelhaube bedeckt ist.
Das Altarretabel des Hochaltars mit der Darstellung der Himmelfahrt Mariens ist umrahmt von Statuen des Johannes Nepomuk und Franz Xaver. Im Altar am Chorbogen sind die Heiligen Drei Könige bzw. die Heilige Sippe zu sehen.